# Сан-Висенте-де-Тавора
Сан-Висенте-де-Тавора (порт. São Vicente de Távora)  —  район (фрегезия) в Португалии,  входит в округ Виана-ду-Каштелу. Является составной частью муниципалитета  Аркуш-де-Валдевеш. По старому административному делению входил в провинцию Минью. Входит в экономико-статистический  субрегион Минью-Лима, который входит в Северный регион. Население составляет 314 человека на 2001 год. Занимает площадь 2,16 км².